# Insolentipalpus olivens
Insolentipalpus olivens là một loài bướm đêm trong họ Noctuidae.